# Àrids (família)

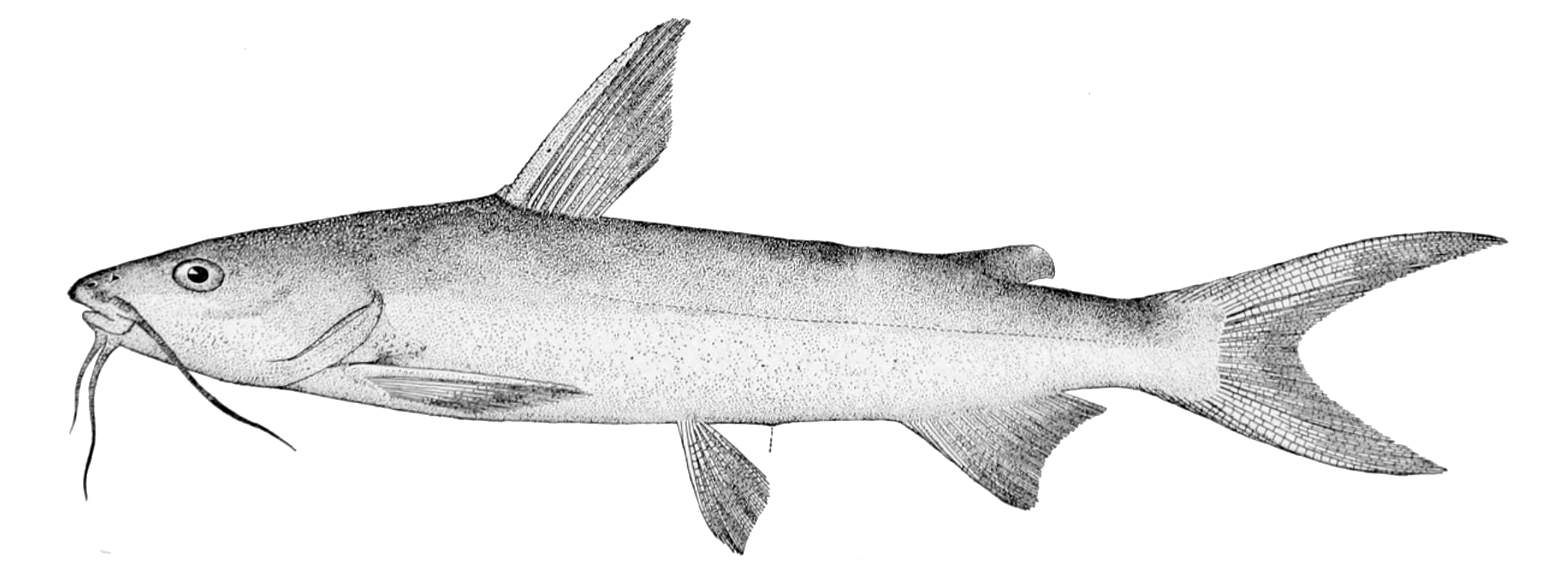
Ariopsis felis

La família dels àrids (Ariidae) és constituïda per peixos actinopterigis de l'ordre dels siluriformes.

## Morfologia
- Presenten plaques òssies al cap i a prop de l'aleta dorsal.[3]
- Algunes espècies tenen espines verinoses en les seues aletes pectorals i dorsal.[4]

## Alimentació
S'alimenten de peixos petits i d'una gran varietat d'invertebrats bentònics, com ara gambes, crancs i mol·luscs.

## Reproducció
Els mascles, normalment, porten els ous a la boca fins al moment de la desclosa.

## Hàbitat
Són principalment peixos marins, tot i que moltes espècies poden endinsar-se en aigua dolça i algunes només poden viure en aquest darrer element.

## Distribució geogràfica
Es troben als mars i oceans de clima tropical i subtropical que envolten Amèrica, Àfrica, Àsia i Austràlia, mentre que són absents d'Europa i l'Antàrtida.

## Gèneres
- Amissidens (Kailola, 2004)[5]
  - Amissidens hainesi (Kailola, 2000)
- Amphiarius (Marceniuk & Menezes, 2007)[6]
  - Amphiarius phrygiatus (Valenciennes, 1840)
  - Amphiarius rugispinis (Valenciennes, 1840)
- Ariopsis (Gill, 1861)[7]
  - Ariopsis assimilis (Günther, 1864)
  - Ariopsis felis (Linnaeus, 1766)
  - Ariopsis festinus (Ng & Sparks, 2003)
  - Ariopsis guatemalensis (Günther, 1864)
  - Ariopsis seemanni (Günther, 1864)
  - Ariopsis uncinatus (Ng & Sparks, 2003)
- Arius (Valenciennes, 1840)[8]
- Aspistor (Jordan & Evermann, 1898)[9]
  - Aspistor luniscutis (Valenciennes, 1840)
  - Aspistor parkeri (Traill, 1832)
- Bagre (Cloquet, 1816)[10]
  - Bagre bagre (Linnaeus, 1766)
  - Bagre marinus (Mitchill, 1815)
  - Bagre panamensis (Gill, 1863)
  - Bagre pinnimaculatus (Steindachner, 1877)
- Batrachocephalus (Bleeker, 1846)[11]
  - Batrachocephalus mino (Francis Buchanan-Hamilton, 1822)
- Brustiarius (Herre, 1935)[12]
  - Brustiarius nox (Herre, 1935)
  - Brustiarius solidus (Herre, 1935)
- Carlarius (Marceniuk & Menezes, 2007)[13]
- Cathorops (Jordan & Gilbert, 1883)[14]
- Cephalocassis (Bleeker, 1857)[15]
  - Cephalocassis borneensis (Bleeker, 1851)
  - Cephalocassis jatia (Francis Buchanan-Hamilton, 1822)
  - Cephalocassis manillensis (Valenciennes, 1840)
  - Cephalocassis melanochir (Bleeker, 1852)
- Cinetodus (Ogilby, 1898)[16]
  - Cinetodus carinatus (Weber, 1913)
  - Cinetodus conorhynchus (Weber, 1913)
  - Cinetodus crassilabris (Ramsay & Ogilby, 1886)
  - Cinetodus froggatti (Ramsay & Ogilby, 1886)
- Cochlefelis (Whitley, 1941)[17]
  - Cochlefelis burmanicus (Day, 1870)
  - Cochlefelis danielsi (Regan, 1908)
  - Cochlefelis spatula (Ramsay & Ogilby, 1886)
- Conorhynchos (Bleeker, 1858)
  - Conorhynchos conirostris (Valenciennes, 1840)
- Cryptarius (Kailola, 2004)[5]
  - Cryptarius daugueti (Chevey, 1932)
  - Cryptarius truncatus (Valenciennes, 1840)
- Doiichthys
  - Doiichthys novaeguineae (Weber, 1913)
- Galeichthys (Valenciennes, 1840)[18]
  - Galeichthys ater (Castelnau, 1861)
  - Galeichthys feliceps (Valenciennes, 1840)
  - Galeichthys peruvianus (Lütken, 1874)
  - Galeichthys stanneus (Richardson, 1846)
- Genidens
  - Genidens barbus (Lacépède, 1803)
  - Genidens genidens (Cuvier, 1829)
  - Genidens machadoi (Miranda Ribeiro, 1918)
  - Genidens planifrons (Higuchi, Reis & Araújo, 1982)
- Hemiarius (Bleeker, 1862)[19]
  - Hemiarius sona (Francis Buchanan-Hamilton, 1822)
  - Hemiarius verrucosus (Ng, 2003)
- Hemipimelodus (Bleeker, 1858)[20]
  - Hemipimelodus bicolor (Fowler, 1935)
  - Hemipimelodus borneensis (Bleeker, 1851)
  - Hemipimelodus jatius (Francis Buchanan-Hamilton, 1822)
  - Hemipimelodus macrocephalus (Bleeker, 1858)
  - Hemipimelodus manillensis (Valenciennes, 1840)
  - Hemipimelodus sundanensis (Hardenberg, 1948)
- Hexanematichthys (Bleeker, 1858)[21]
  - Hexanematichthys dowii (Gill, 1863)
  - Hexanematichthys henni (Eigenmann, 1922)
  - Hexanematichthys leptocassis (Bleeker, 1861)
  - Hexanematichthys mastersi (Ogilby, 1898)
  - Hexanematichthys platypogon (Günther, 1864)
  - Hexanematichthys sagor (Francis Buchanan-Hamilton, 1822)
  - Hexanematichthys sundaicus (Bleeker, 1858)
  - Hexanematichthys surinamensis (Bleeker, 1862)
- Ketengus (Bleeker, 1847)[22]
  - Ketengus typus (Bleeker, 1847)
- Nedystoma (Ogilby, 1898)[16]
  - Nedystoma dayi (Ramsay & Ogilby, 1886)
  - Nedystoma novaeguineae (Weber, 1913)
- Nemapteryx (Ogilby, 1908)[23]
  - Nemapteryx armiger (De Vis, 1884)
  - Nemapteryx augusta (Roberts, 1978)
  - Nemapteryx bleekeri (Popta, 1900)
  - Nemapteryx caelata (Valenciennes, 1840)
  - Nemapteryx macronotacantha (Bleeker, 1846)
  - Nemapteryx nenga (Francis Buchanan-Hamilton, 1822)
- Neoarius (Castelnau, 1878)[24]
- Netuma (Bleeker, 1858)[25]
  - Netuma aulometopon (Fowler, 1915)
  - Netuma bilineata (Valenciennes, 1840)
  - Netuma hassleriana (Borodin, 1934)
  - Netuma proxima (Ogilby, 1889)
  - Netuma thalassina (Rüppell, 1837)
- Notarius (Gill, 1863)[26]
- Osteogeneiosus (Bleeker, 1846)[11]
  - Osteogeneiosus blochii (Bleeker, 1846)
  - Osteogeneiosus cantoris (Bleeker, 1854)
  - Osteogeneiosus gracilis (Bleeker, 1846)
  - Osteogeneiosus ingluvies (Bleeker, 1846)
  - Osteogeneiosus longiceps (Bleeker, 1846)
  - Osteogeneiosus militaris (Linnaeus, 1758)
  - Osteogeneiosus valenciennesi (Bleeker, 1846)
- Plicofollis (Kailola, 2004)[5]
  - Plicofollis argyropleuron (Valenciennes, 1840)
  - Plicofollis crossocheilos (Bleeker, 1846)
  - Plicofollis dussumieri (Valenciennes, 1840)
  - Plicofollis magatensis (Herre, 1926)
  - Plicofollis nella (Valenciennes, 1840)
  - Plicofollis platystomus (Day, 1877)
  - Plicofollis polystaphylodon (Bleeker, 1846)
  - Plicofollis tenuispinis (Day, 1877)
  - Plicofollis tonggol (Bleeker, 1846)
- Potamarius (Hubbs & Miller, 1960)[27]
  - Potamarius grandoculis (Steindachner, 1877)
  - Potamarius izabalensis (Hubbs & Miller, 1960)
  - Potamarius labiatus (Boulenger, 1898)
  - Potamarius nelsoni (Evermann & Goldsborough, 1902)
  - Potamarius usumacintae (Betancur-R & Willink, 2007)
- Potamosilurus (Marceniuk & Menezes, 2007)[6]
  - Potamosilurus macrorhynchus (Weber, 1913)
- Sciades (Müller & Troschel, 1849)[28]
  - Sciades assimilis (Günther, 1864)
  - Sciades couma (Valenciennes, 1840)
  - Sciades dowii (Gill, 1863)
  - Sciades emphysetus (Müller & Troschel, 1849)
  - Sciades guatemalensis (Günther, 1864)
  - Sciades herzbergii (Bloch, 1794)
  - Sciades hymenorrhinos (Bleeker, 1862)
  - Sciades mastersi (Ogilby, 1898)
  - Sciades passany (Valenciennes, 1840)
  - Sciades paucus (Kailola, 2000)
  - Sciades platypogon (Günther, 1864)
  - Sciades proops (Valenciennes, 1840)
  - Sciades seemanni (Günther, 1864)
  - Sciades troschelii (Gill, 1863)
- Tetranesodon (Weber, 1913)[29][30][31][32][33][34][35][36]